# Viola Desmond
Viola Desmond, née le 6 juillet 1914 à Halifax en Nouvelle-Écosse et morte le 7 février 1965, est une femme d'affaires et une militante des droits civiques canadienne, esthéticienne de profession.
Elle est célèbre pour son action contre la ségrégation raciale dans la province de Nouvelle-Écosse, au Canada. Elle est la première personne à recevoir un pardon de manière posthume au Canada. Elle est également la première femme noire à figurer seule sur un billet de banque canadien.

## Biographie
Viola Desmond nait à Halifax le 6 juillet 1914 d’un père afro-canadien et d'une mère blanche, ce qui est assez rare à l’époque. Elle grandit au 2320 rue Maynard en face de la maison d'un autre personnage marquant pour l'avancée des droits civiques des noirs en Nouvelle-Écosse : le boxeur et activiste Delmore Daye. 
Étant d'origine africaine, elle n'est pas autorisée à suivre une formation pour devenir esthéticienne à Halifax. Elle décide alors de partir afin de suivre une formation d'esthéticienne à Montréal, Atlantic City puis dans l'une des écoles de beauté de Madame CJ Walker à New York.
À cette époque, les écoles de beauté en Nouvelle-Écosse n’admettaient pas les femmes noires. Dès son retour en Nouvelle-Écosse, elle fonde alors l’École Desmond de la culture de beauté, au 167 de la rue Gottingen. Les femmes du Québec, du Nouveau-Brunswick et de la Nouvelle-Écosse qui sont exclues des écoles destinées exclusivement aux blanches peuvent y suivre une formation en administration des affaires. Chaque année, une quinzaine de femmes noires obtiennent ainsi leur diplôme au sein de cette école.
Par ailleurs, elle crée sa propre marque de produits esthétiques, Vi's Beauty Products, qu’elle vend et distribue elle-même.
Le 8 novembre 1946, à New Glasgow en Nouvelle-Écosse, sa voiture tombe en panne. Viola Desmond doit malheureusement attendre jusqu’au lendemain pour la faire réparer. Pour passer le temps, elle décide d'aller voir un film au Roseland Film Theatre.
À cette époque, il n’y avait pas de ségrégation légale en Nouvelle-Écosse, mais le cinéma réservait les sièges de rez-de-chaussée exclusivement aux blancs, une pratique discriminatoire autorisée dans toutes les provinces canadiennes.
N'étant pas blanche, Viola Desmond s'est vue vendre un billet pour le balcon. Mais ignorant la ségrégation et étant myope, elle s'assoit au rez-de-chaussée pour être près de l'écran. On demande donc à Viola Desmond d'échanger son billet de balcon pour un billet de rez-de-chaussée moyennant des frais supplémentaires, mais elle refuse. La direction décide alors de l’expulser du cinéma. Pendant la mêlée, elle se blesse à la hanche.
Viola Desmond doit passer douze heures en prison et payer une amende de 26 $ pour évasion fiscale. En effet, la taxe sur le prix du balcon de 30 cents était de deux cents et la taxe sur le prix au rez-de-chaussée de 40 cents était de trois cents. Elle est donc reconnue coupable d'avoir privé le gouvernement d'un centime d'impôt. Par ailleurs, la police ne l’informe pas de ses droits, que ce soit le recours à un conseil juridique, à un avocat ou à une caution pendant son arrestation.
Libérée de la prison, elle essaye de poursuivre le cinéma en justice, mais le juge rejette l’affaire. Après le procès, elle ferme son entreprise, déménage à Montréal et s’inscrit une nouvelle fois au collège.
Elle meurt à New York le 7 février 1965 des suites d'une hémorragie gastro-intestinale.

### Postérité
En 2010, 63 ans après son arrestation, la lieutenante gouverneure de la Nouvelle Écosse la gracie et le gouvernement lui présente ses excuses à titre posthume pour cette injustice.
En 2016, le Banque du Canada annonce, de manière incorrecte, que Viola Desmond serait la première femme canadienne à figurer sur un billet de banque canadien. Or, Agnes Macphail a déjà figuré sur un billet de banque canadien commémoratif, produit en 2017 de manière limitée, pour souligner le 150e anniversaire de la Confédération canadienne. Néanmoins, Viola Desmond devient ainsi la première femme noire et la première femme canadienne à figurer seule sur un billet de banque canadien ; Agnes Macphail étant représentée avec trois hommes.
L'Histoire a retenu que le 8 novembre 1946, presque une décennie avant que Rosa Parks refuse de renoncer à son siège dans un bus en Alabama, Viola Desmond a été traînée par la police hors du cinéma Roseland à New Glasgow parce qu'elle a refusé de changer de place, a été arrêtée et jetée en prison pendant 12 heures, puis condamnée à une amende.

## Hommages posthumes
À la suite des efforts de Merna Forster qui a entrepris, de 2013 à 2016, une campagne à l'échelle nationale pour que des femmes canadiennes puissent figurer sur les billets de banque canadiens,, elle devient la première femme et la première afro-canadienne, qui apparaît sur les billets de 10 $ canadiens, à compter de 2018. C'est le 8 mars 2018, journée internationale des femmes, que la Banque du Canada dévoile le nouveau billet de 10 $ rendant hommage à Viola Desmond. Il présente la particularité d'être le premier billet de banque canadien dont le visage de la personne représentée est imprimé dans le sens de la longueur du billet.
En 2010 est créée la chaire de recherche en justice sociale Viola Desmond à l’Université du Cap-Breton. En 2012, Postes Canada émet un timbre à son image. En février 2016 est réalisé un court métrage de la série des Minutes du patrimoine racontant son histoire. En 2017, elle est intronisée à l'Allée des célébrités canadiennes dans la catégorie Philanthropie et Sciences humaines,.
Un parc de Toronto, une rue à Montréal, un traversier d'Halifax et une école de la ville de Milton, en Ontario porte son nom. Un buste de bronze à son effigie est installé à l’entrée du Centre d’apprentissage Delmore Buddy Daye d’Halifax.